# Episodi di Hunter (prima stagione)
La prima stagione della serie televisiva Hunter è andata in onda negli Stati Uniti dal 18 settembre 1984 al 18 maggio 1985 sul canale NBC. In Italia è stata trasmessa su Rai 2 dal 22 gennaio 1989.
| nº | Titolo originale            | Titolo italiano                              | Titolo TV USA     | Prima TV Italia |
| -- | --------------------------- | -------------------------------------------- | ----------------- | --------------- |
| 1  | Hunter (Part 1 & 2)         | Hunter (prima e seconda parte)               | 18 settembre 1984 | 22 gennaio 1989 |
| 2  | Hunter (Part 1 & 2)         | Hunter (prima e seconda parte)               | 18 settembre 1984 | 23 gennaio 1989 |
| 3  | Hard Contract               | Un caso difficile                            | 28 settembre 1984 | 1989            |
| 4  | The Hot Grounder            | Una patata bollente                          | 5 ottobre 1984    | 1989            |
| 5  | A Long Way from L.A.        | Lontano da Los Angeles                       | 26 ottobre 1984   | 1989            |
| 6  | Legacy                      | L'eredità                                    | 2 novembre 1984   | 1989            |
| 7  | Flight on a Dead Pigeon     | Caccia al piccione                           | 9 novembre 1984   | 1989            |
| 8  | Pen Pals                    | Visti da dentro                              | 16 novembre 1984  | 1989            |
| 9  | Dead or Alive               | Vivo o morto                                 | 30 novembre 1984  | 1989            |
| 10 | High Bleacher Man           | Giustizia è fatta                            | 7 dicembre 1984   | 1989            |
| 11 | The Shooter                 | Il tiratore                                  | 4 gennaio 1985    | 1989            |
| 12 | The Garbage Man             | Il giustiziere                               | 11 gennaio 1985   | 1989            |
| 13 | The Avenging Angel          | Angelo vendicatore                           | 18 gennaio 1985   | 1989            |
| 14 | The Snow Queen (Part 1 & 2) | La regina della neve (prima e seconda parte) | 23 marzo 1985     | 1989            |
| 15 | The Snow Queen (Part 1 & 2) | La regina della neve (prima e seconda parte) | 30 marzo 1985     | 1989            |
| 16 | The Beach Boy               | Beach Boy                                    | 6 aprile 1985     | 1989            |
| 17 | Guilty                      | Colpevole                                    | 13 aprile 1985    | 1989            |
| 18 | The Last Kill               | Il killer                                    | 20 aprile 1985    | 1989            |
| 19 | Fire Man                    | L'uomo del fuoco                             | 11 maggio 1985    | 1989            |
| 20 | Sniper                      | Il cecchino                                  | 18 maggio 1985    | 1989            |

## Hunter - parte 1 e 2
- Titolo originale: Hunter
- Diretto da: Ron Satlof
- Scritto da: Frank Lupo

### Trama
Los Angeles, California. Il sergente di polizia Rick Hunter viene affiancato dal sergente Dee Dee McCall nell'indagine su di un assassino psicopatico.